# Theodor Ludwig Karl Krieghoff

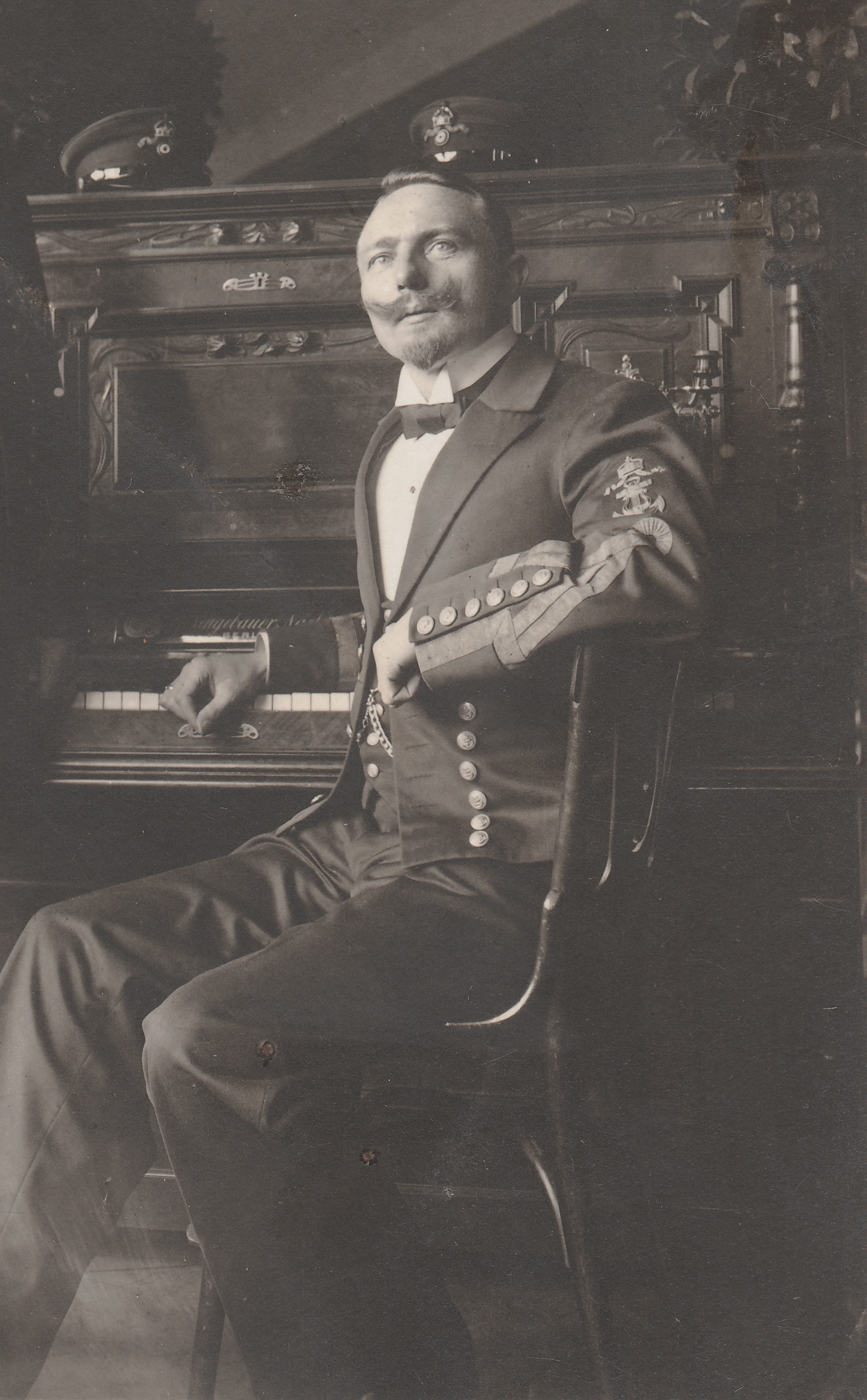
Theodor Krieghoff am Piano

Theodor Ludwig Karl Krieghoff (* 2. November 1879 in Ufhoven; † 22. Februar 1946 ebenda) war ein deutscher Musiker und Komponist. Dutzende Musikstücke wie der Dr. Eckener-Marsch, der Brummer-Marsch, Es lebe das Leben!, Frühlingshoffen und das zur Sail 2010 in Bremerhaven vom Shanty-Chor Loxstedt nach 72 Jahren uraufgeführte Lied Bremerhob’n Wesermünd’, Ahoi! sind von ihm getextet und komponiert worden.

## Leben
Theodor Krieghoff, jüngster Sohn des Bäckermeisters Theodor Krieghoff (1839–1884) und seiner Ehefrau Therese geb. Körner (1847–1942) wurde am 2. November 1879 zu Ufhoven, Kreis Langensalza, geboren, evangelisch getauft und erzogen. Den ersten Unterricht erhielt er in der Schule seines Ortes. Zwei Jahre später bis zur Konfirmation besuchte er die Elementarschule zu Langensalza.
Mit dem fünfzehnten Lebensjahre begann er bei der Langensalzaer Stadtkapelle eine einjährige Musikerausbildung und wurde anschließend für eine Saison bei der Kurkapelle zu Bad Rothenfelde angestellt. Nach acht Monaten als Waldhornist bei dem 1896 neu geschaffenen Orchester des Apollo-Theaters in Nürnberg verpflichtete er sich 1898 als Kapellmeister dem Orchester des Volksgartens in Bremerhaven, dem Vorläufer vom Stadttheater Bremerhaven.
Aus seiner ersten Ehe mit Margaretha Kahl (1882–1920), Tochter des Zollassistenten Hermann Kahl und seiner Ehefrau Metta geb. Vollmer in Geestemünde stammte eine Tochter. Nach dem frühen Tod seiner ersten Frau war er in zweiter Ehe mit Adele Leverentz (1897–1987), Tochter des Kesselschmiedemeisters Carl Leverentz und seiner Ehefrau Sophie geb. Böhlken in Wesermünde verheiratet. Aus dieser Ehe stammten drei Söhne und eine Tochter.

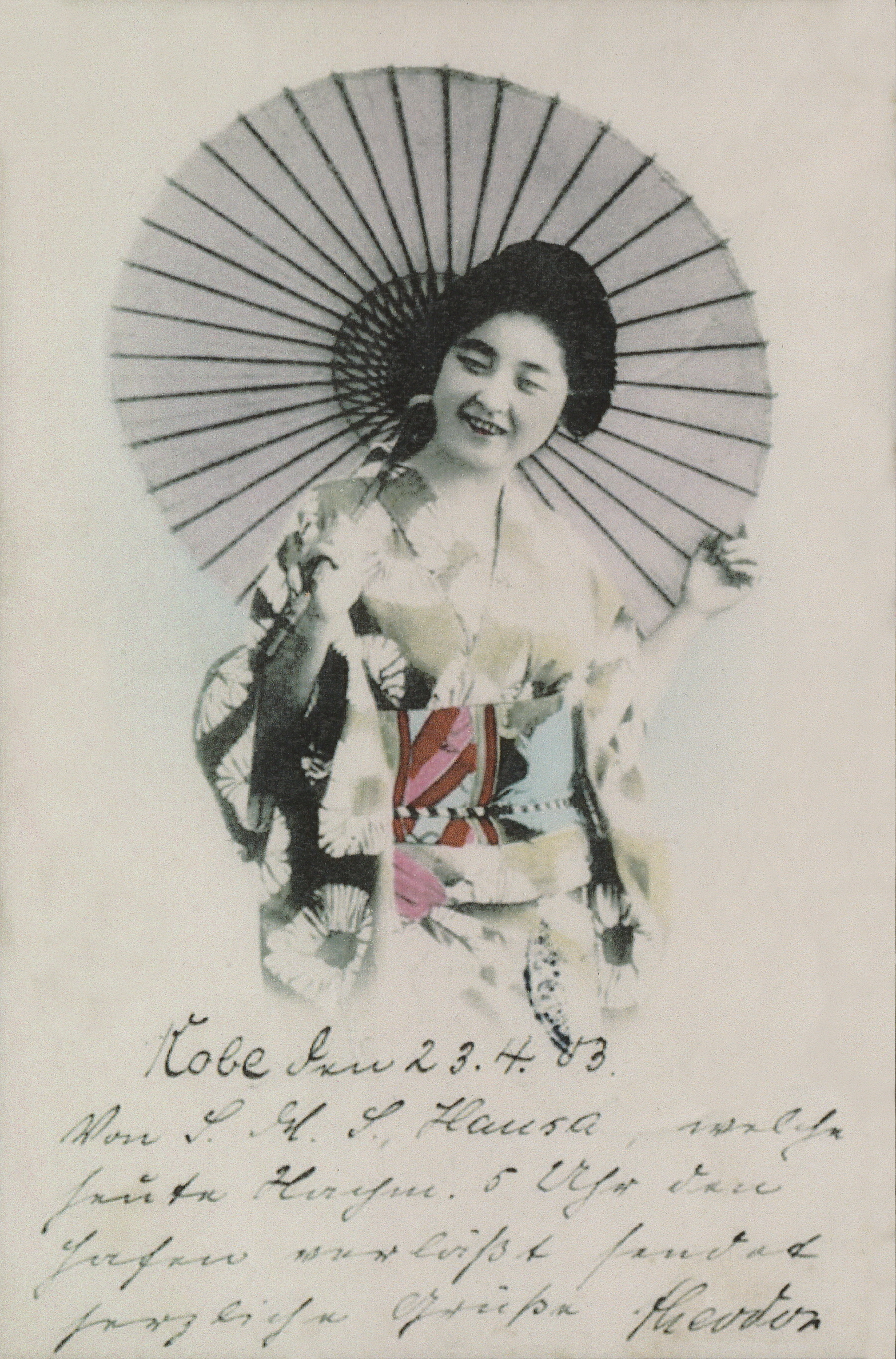
Ansichtskarte von Krieghoff vom 23. April 1903 aus Kobe von der Hansa

Vom Bremerhavener Stadttheaterorchester/Volksgarten meldete er sich als Freiwilliger zur III. Matrosen Artillerie Abteilung nach Lehe (Bremerhaven), wurde dort in der 2. Kompanie am 1. Oktober 1899 eingestellt und nach erfolgter Ausbildung dem Musikkorps zugeteilt. 1901 bewarb er sich bei dem Matrosen Artillerie Detachement Kiautschou als Musikleiter und erhielt die Stelle. Das fernöstliche Kaiserreich China hatte 1898 dieses Gebiet an das Deutsche Reich verpachtet. Am 18. November desselben Jahres trat er die Ausreise nach Tsingtau an, wo er am 10. Januar 1902 anlangte. Nach dreijährigem Kommando kehrte er nach Deutschland zurück, wo er seinem früheren Truppenteil überwiesen wurde. In seinem Militärpass ist verzeichnet, dass er für insgesamt 3 Monate und 17 Tage auf den Schiffen Preußen, Gouverneur Jaeschke, Frankfurt und Hansa auf den Meeren unterwegs war.
Im Jahre 1907 bewarb er sich um die Abteilungstambourstelle und wurde angenommen. Am 16. Juni 1901 wurde er zum Obermatrosen, am 18. November 1901 zum Maaten/Hoboist (Hautboist), am 16. September 1905 zum Obermaaten/Oberhoboist und am 27. Januar 1910 zum Vizefeldwebel/Stabshoboist ernannt. Während seiner Dienstzeit in Lehe war er im bremischen Küstengebiet an den Befestigungen der Wesermündung (Weserforts Brinkamahof) in Geestemünde stationiert. Zur Errichtungsfeier der angegliederten Haubitzenbatterie führte er am 15. Juni 1907 die III. Matrosen Artillerie Abteilung durch Wremen.
Er komponierte gegen die Weltuntergangsstimmung des Ersten Weltkrieges an: „Es lebe das Leben!“ Seine Dienstzeit bei der III. Matrosen Artillerie Abteilung endete am 31. Januar 1919.
Nach seiner Militärzeit war er Musiklehrer und erteilte mit Genehmigung der Reichsmusikkammer Berlin, zuerst in Bremerhaven und danach in Radebeul bei Dresden, Privatunterricht am Klavier, an Klavierharmonika und Handharmonika. Außerdem war er in Bremerhaven in einer selbstgegründeten Chorvereinigung tätig, die den Namen Gemischter Chor Th. Krieghoff trug.
Von ihm sind heimatverbundene und schmissige Lieder, wie z. B. der Dr. Eckener-Marsch für Salonorchester zu Ehren des Zeppelin-Konstrukteurs Hugo Eckener und der Brummer-Marsch für Piano zu Ehren des im Ersten Weltkrieg kommandierenden Senior-Ex-Vizeadmirals Ludwig von Schröder des Marinekorps Flandern veröffentlicht worden.
Krieghoff lebte von 1905 bis in die Mitte der 1930er Jahre in Lehe. Danach wohnte er in Geestemünde, bis er 1943 vor den Luftangriffen auf Wesermünde nach Radebeul floh. Im August 1945 floh er mit seiner Familie wegen nicht erteilter Lebensmittelkarten von Radebeul schwer erkrankt nach Ufhoven, wo er am 22. Februar 1946 an Herzschwäche und offener Lungentuberkulose starb.

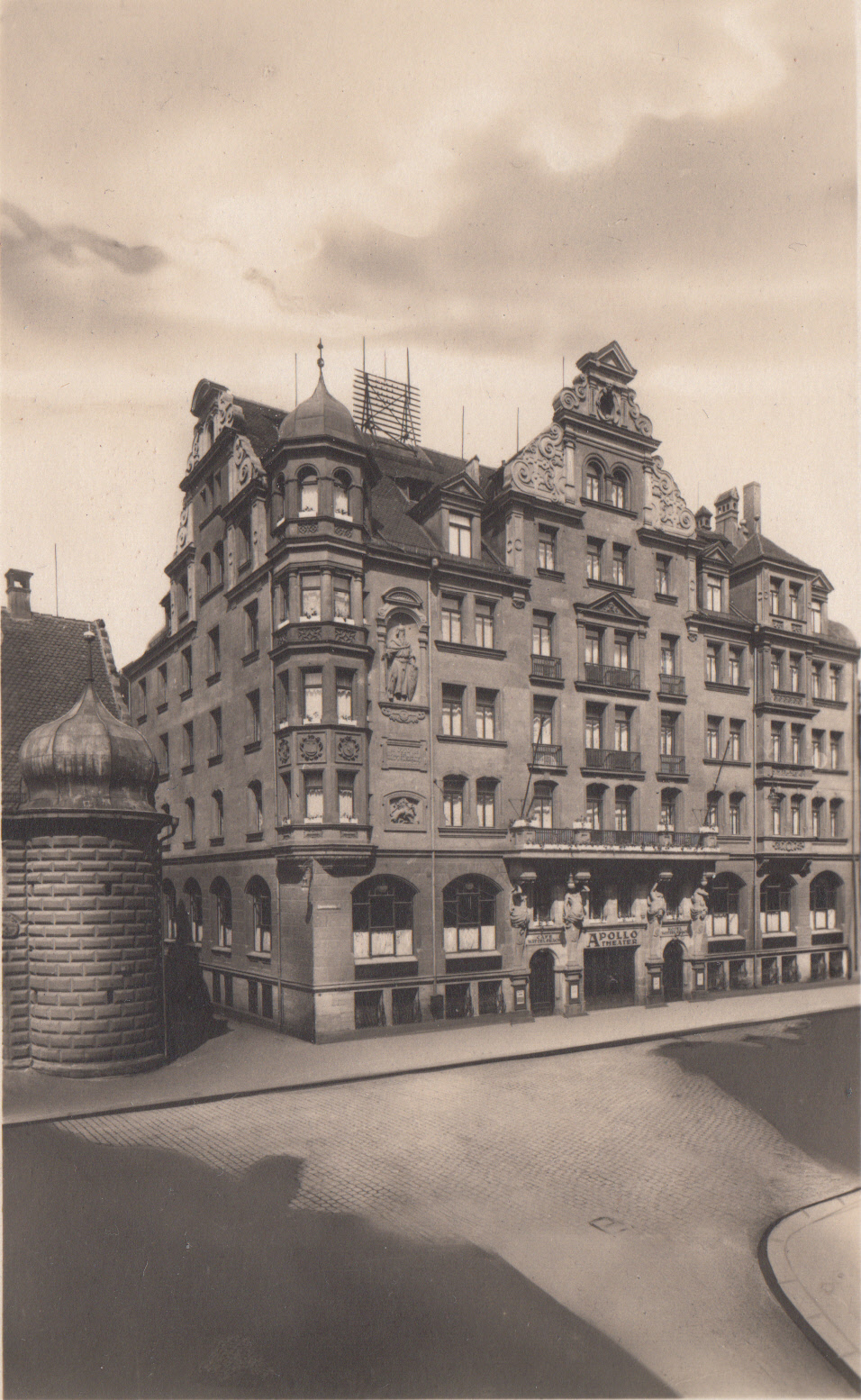
Apollo-Theater Nürnberg
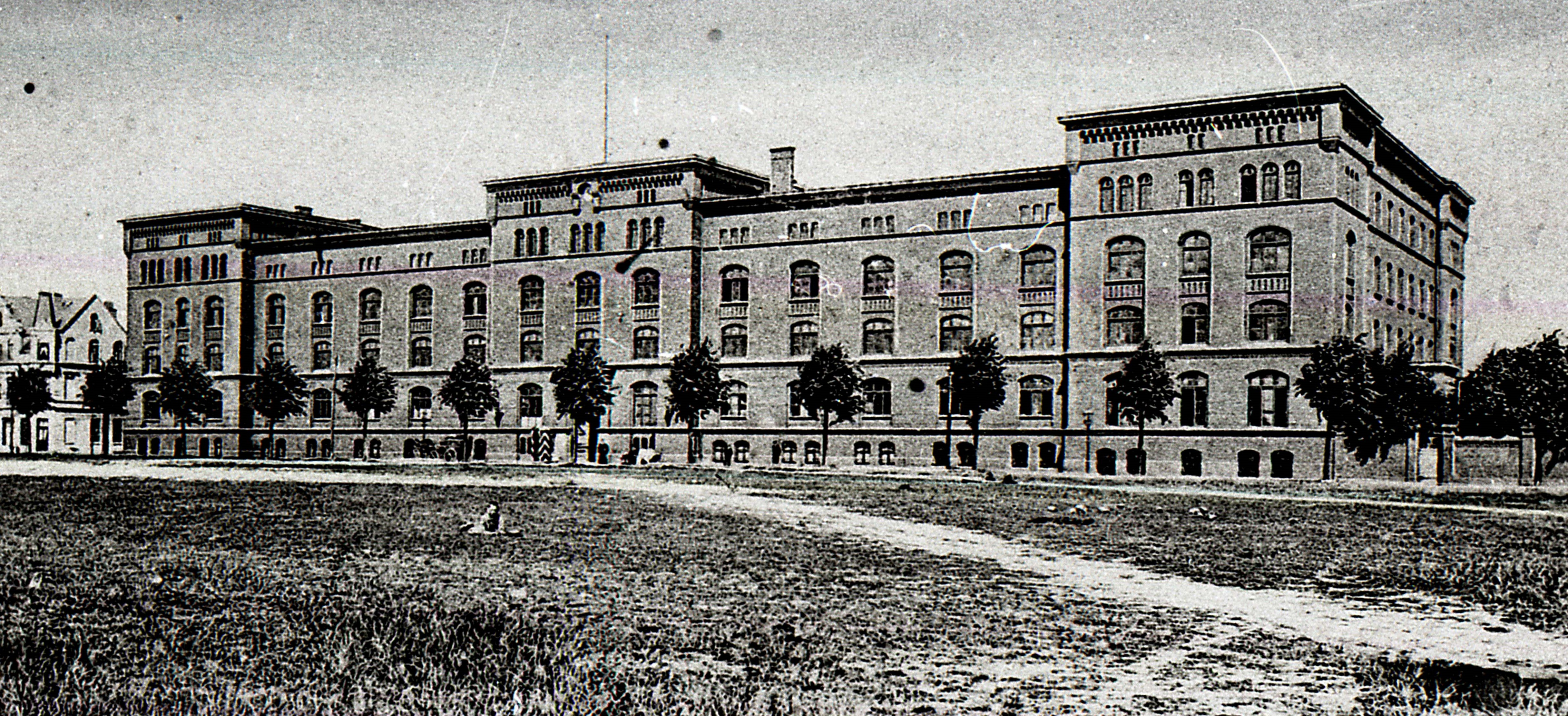
III. Matrosenartillerie-Abt.
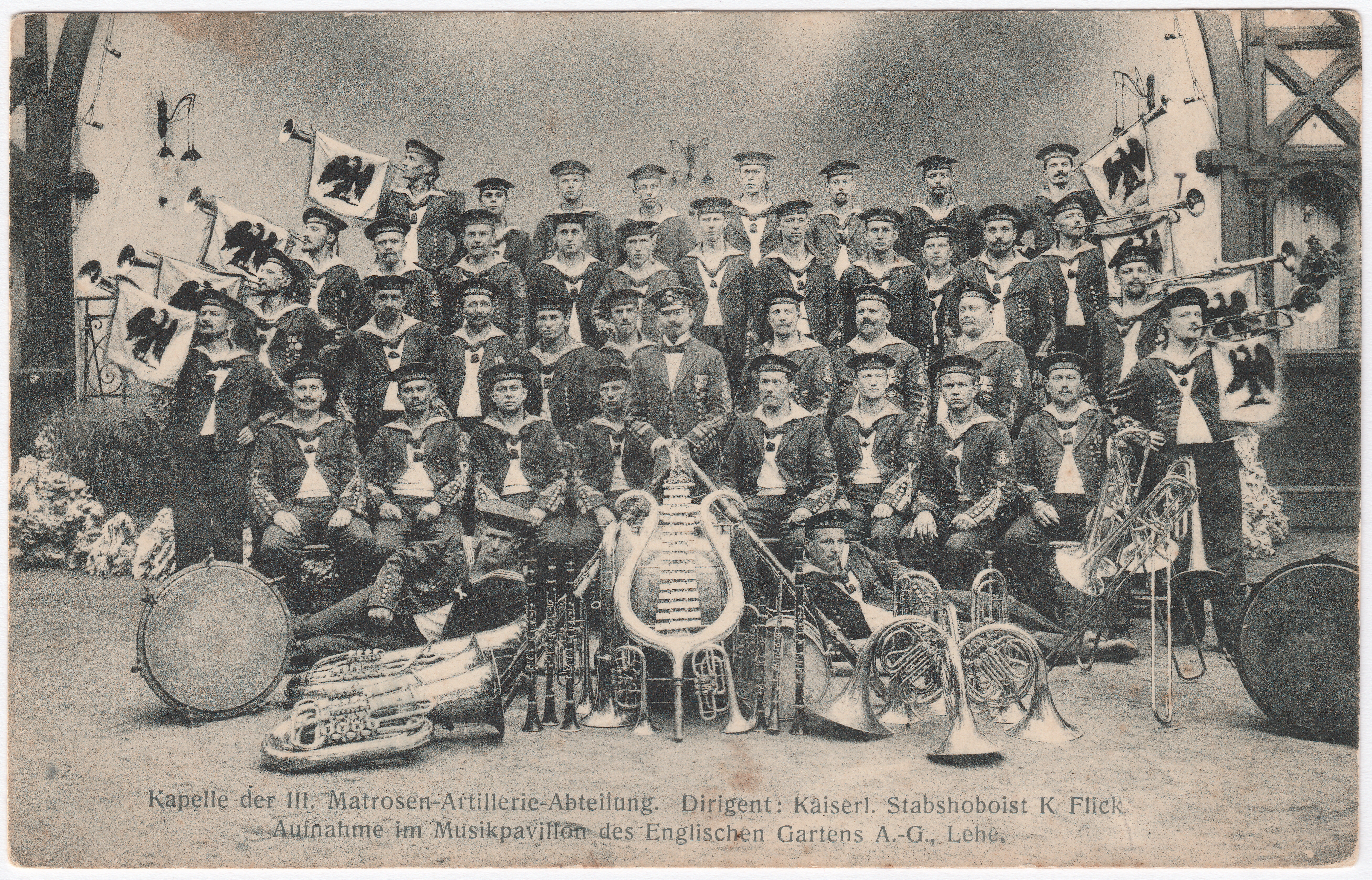
Kapelle der III. Matrosen-Artillerie-Abteilung
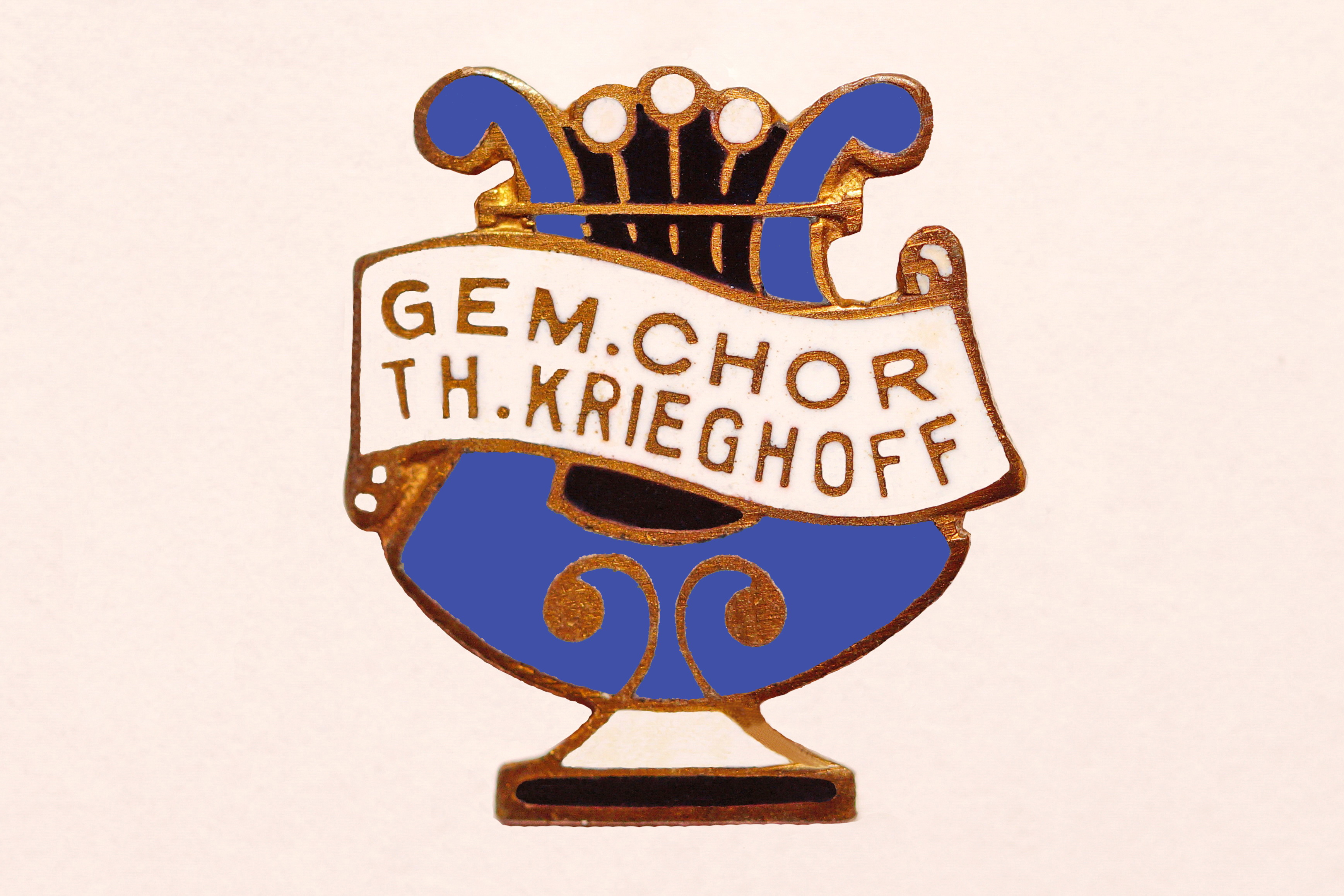
Anstecknadel vom Gemischten Chor Th. Krieghoff
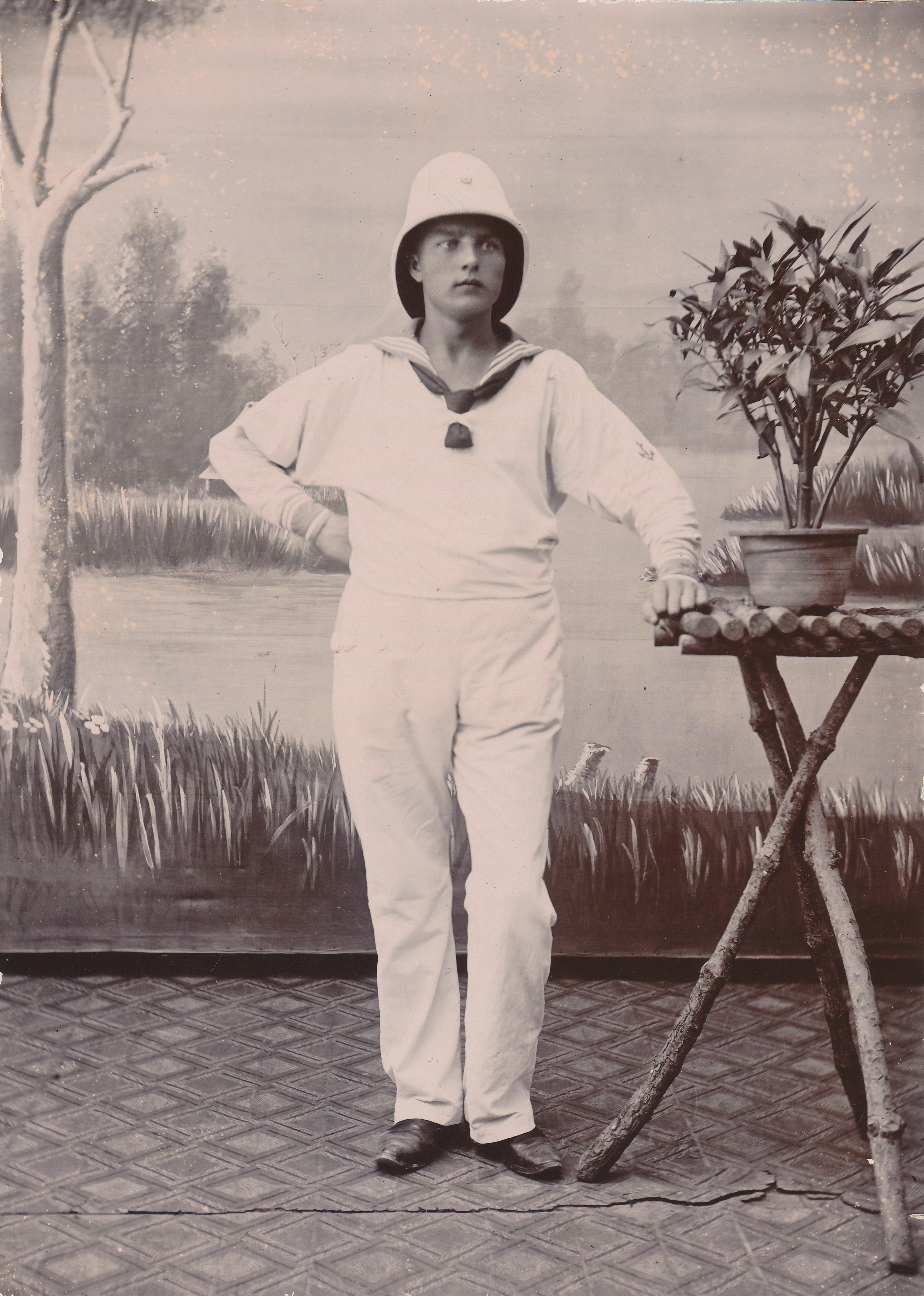
Matrose Th. Krieghoff
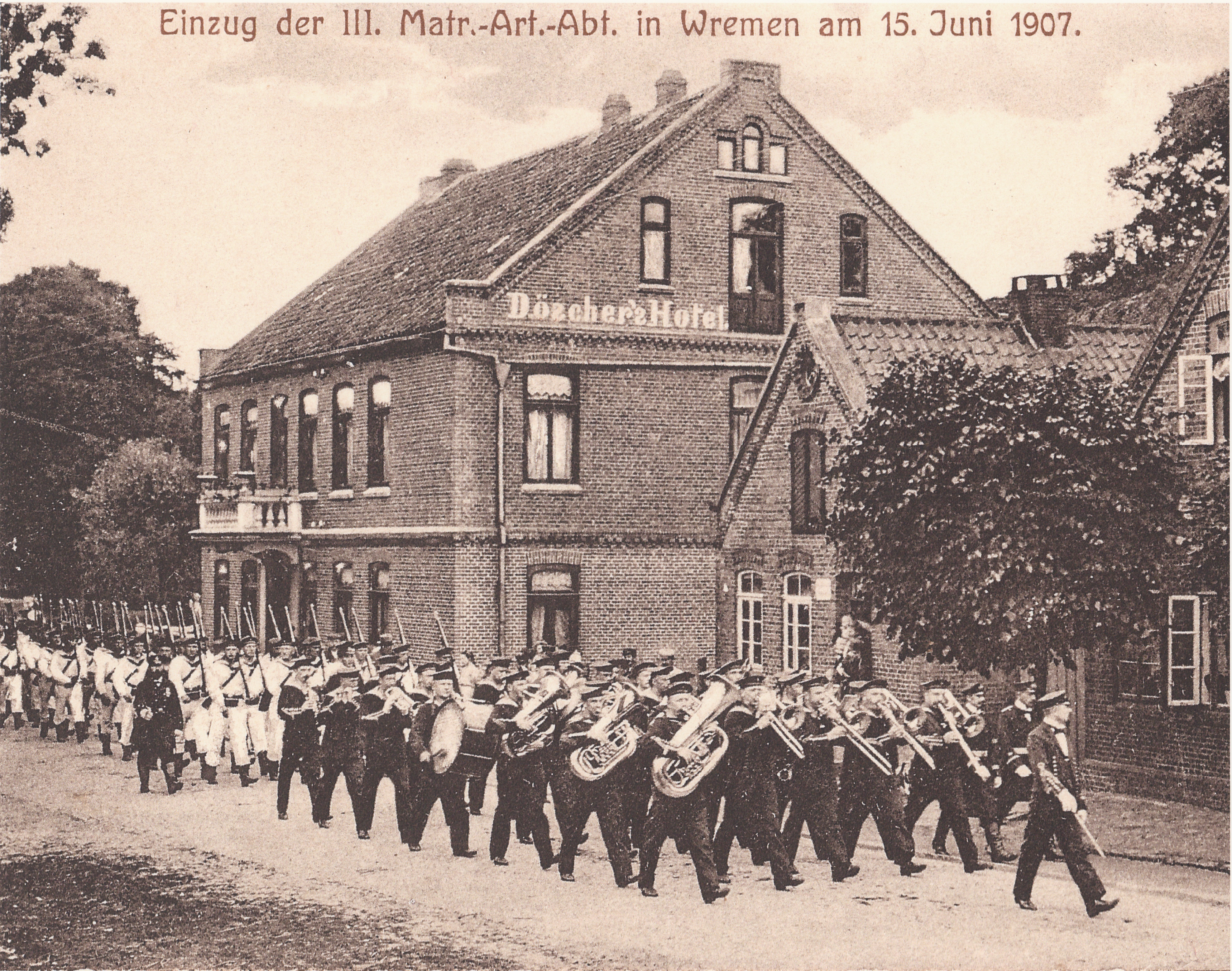
Feier am 15. Juni 1907 zur Errichtung der Haubitzenbatterie in Wremen

## Werke

### Notenblätter (Verlagsdruck)
- Druck von der Carl Gottlieb Röder GmbH aus Leipzig um 1917:
  - Es lebe das Leben![4]
  - Frühlingshoffen[5]
  - Brummer-Marsch[6]

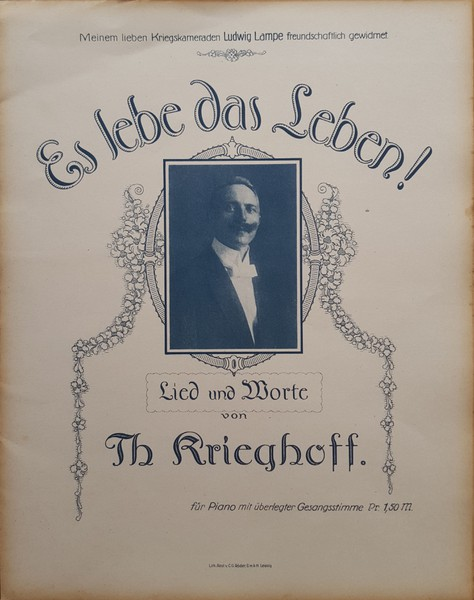
Es lebe das Leben!
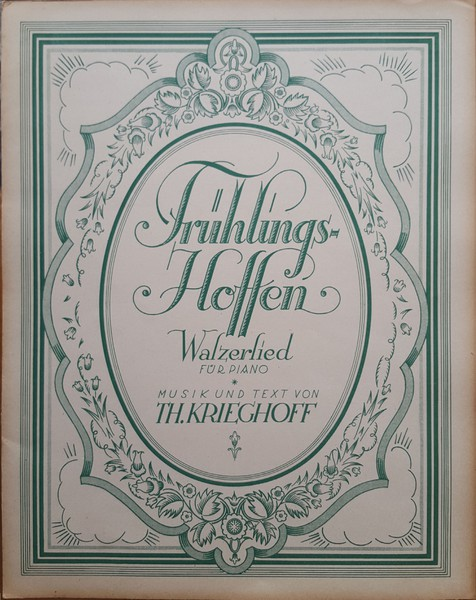
Frühlingshoffen
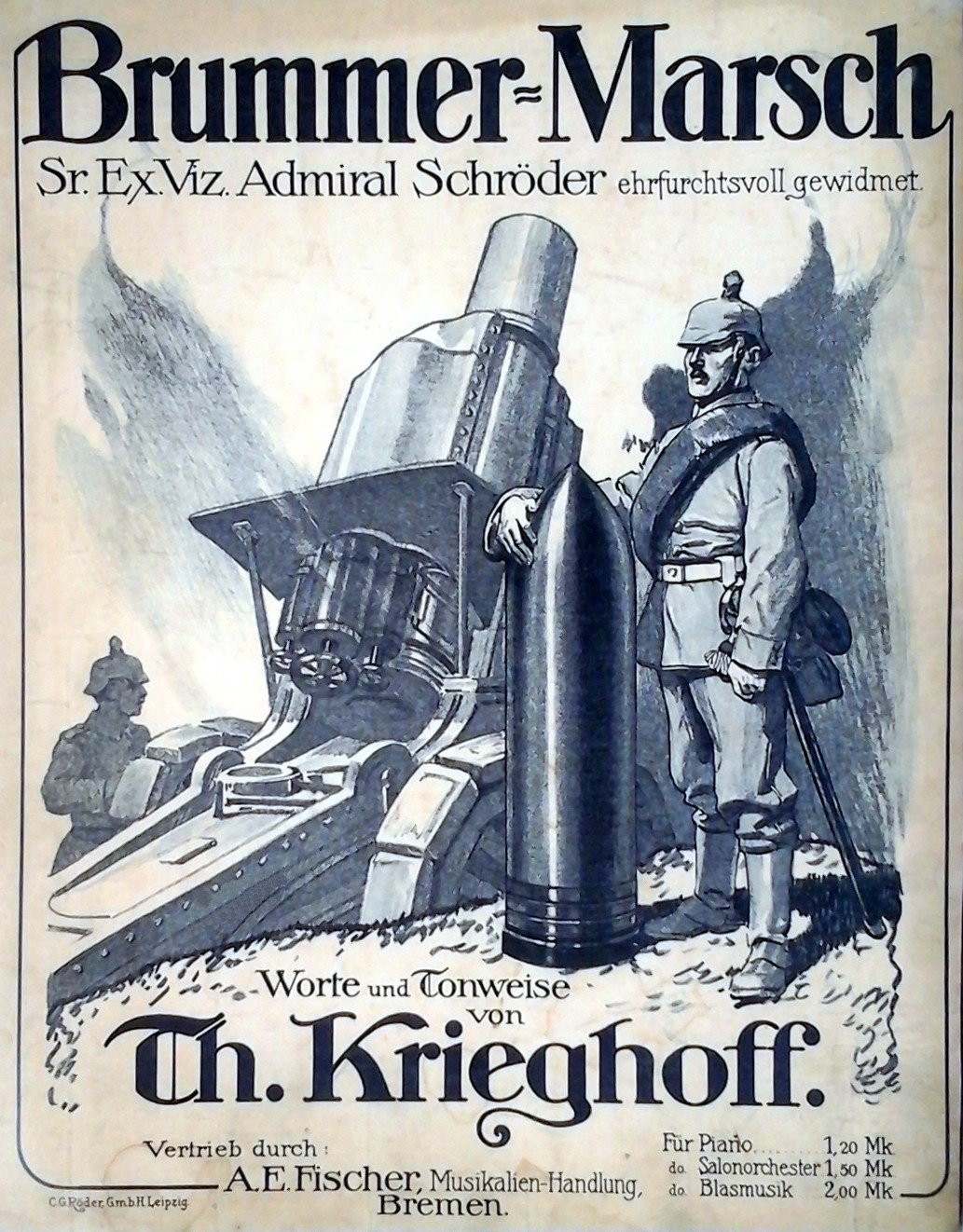
Brummer-Marsch

- Druck von der Graph. Kunst- und Musikaliendruckerei K. O. Maume aus Kötzschenbroda-Zitzschewig von 1928:
  - Dr. Eckener-Marsch[7][8], OCLC 904057225

### Notenblätter (Selbstdruck)
- In der alten Luneschleuse
- Leb’ wohl mein Lieb, ade!
- Hab’ Sonne im Herzen
- Jugendtraum
- Bi Meyerdierk is Danzmusik
- Trallala
- Herzliebchen! Zum Tanz!
- Seemanns Schicksal
- Rosen, rote Rosen

### Notenblätter (handschriftlich – Liebeserklärungen an seinen Heimatort Ufhoven)
- Ein sonniger Frühlingstag im Thüringer Wald (ein Walzer-Idyll für die lieben Landsleute vom Rosendorf Ufhoven)
- Mein Sülzenberg (dem Gesang-Verein Ufhoven freundlich gewidmet)
- Mein Heimatort! Rosendorf Ufhoven

### Notenblätter (handschriftlich)
- Bremerhob’n Wesermünd’, Ahoi![9]
- sowie 73 weitere Musikstücke

## Ehrungen zu Lebzeiten
- Preußisches Dienstauszeichnungskreuz für 25-jährige Dienstzeit in der kaiserlichen Kriegsmarine, Wilhelmshaven, den 26. Januar 1921[10]
- Überreichung der Kriegsdenkmünze 1914/1918 vom Vorstand des Kyffhäuserbundes – Der deutschen Landes-Kriegerverbände Berlin (vom Ehrenpräsident Generalfeldmarschall Paul von Hindenburg und vom Präsident Generaloberst Josias von Heeringen unterzeichnet), Berlin, den 18. Oktober 1925[11]
- Ehrenkreuz für Kriegsteilnehmer vom Ersten Weltkrieg 1914/1918 (vom Reichspräsidenten Generalfeldmarschall von Hindenburg gestiftet), Wesermünde, den 29. Juli 1935[12]

## Zeitungsartikel zu dem ShantyBremerhob’n Wesermünd’, Ahoi!von 1938
- Susanne Schwan: „Mit Steenköhl’n un Gronot“. Shanty-Spezialist buddelt verschollenes Lied ohne Melodie aus – Gesucht: Verfasser Th. Krieghoff. In: Nordsee-Zeitung. Bremerhaven 27. Juni 2009 (Digitalisat [JPG; abgerufen am 19. Juni 2019]).
- Susanne Schwan: Uropas Noten aufgehoben. Ingo Winters Ahnherr war Komponist und Militärmusiker: 60 Lieder von Theodor Krieghoff archiviert. In: Nordsee-Zeitung. Bremerhaven 29. Juli 2009 (Digitalisat [JPG; abgerufen am 19. Juni 2019]).
- Nach 72 Jahren erklingt Bremerhaven-Hymne wieder. Der Shanty-Chor Loxstedt singt auf der Sail ein lange vergessenes Loblied auf die Stadt – Auftritt beim Hafenkonzert. In: Nordsee-Zeitung. Bremerhaven 13. August 2010 (Digitalisat [JPG; abgerufen am 19. Juni 2019]).